# Nacionalinė krepšinio lyga
La Nacionalinė krepšinio lyga è il secondo livello del campionato lituano di pallacanestro.
Nata nel 1993 come Lietuvos krepšinio A Lyga, nel 2005 ha assunto la denominazione attuale.

## Albo d'oro
- 1993-1994  Sakalai Vilnius
- 1994-1995  Alytaus Alita
- 1995-1996  Mažeikiai
- 1996-1997  Drobė Kaunas
- 1997-1998  Vadas Vilnius
- 1998-1999  Prienai
- 1999-2000  Mažeikiai
- 2000-2001  Mažeikiai
- 2001-2002  Nevėžis
- 2002-2003  LKKA-Zalgiris
- 2003-2004  Žiemgala-Šiaurės
- 2004-2005  Šilutė
- 2005-2006  Akademija Vilnius
- 2006-2007  Nafta-Uni-Laivitė
- 2007-2008  Žalgiris-Sabonis
- 2008-2009  Rūdupis Prienai
- 2009-2010  Naglis-Adakris
- 2010-2011  Pieno žvaigždės
- 2011-2012  Baltai Kaunas
- 2012-2013  Mažeikiai
- 2013-2014  Mažeikiai
- 2014-2015  Nafta-Uni-Akvaservis
- 2015-2016  Sūduva
- 2016-2017  Sūduva
- 2017-2018  Neptūnas-Akvaservis
- 2018-2019  Sūduva
- 2019-2020  Sūduva
- 2020-2021  Jonava
- 2021-2022  Gargždai
- 2022-2023  Žalgiris Kaunas II
- 2023-2024  Jurbarkas-Karys
- 2024-2025  Telšiai